# Xã Mulberry, Quận Ellsworth, Kansas
Xã Mulberry (tiếng Anh: Mulberry Township) là một xã thuộc quận Ellsworth, tiểu bang Kansas, Hoa Kỳ. Năm 2010, dân số của xã này là 27 người.